# 毒魔 (2023年電影)
《毒魔》（英語：The Toxic Avenger，或簡稱）是一部2023年美國超級英雄黑色喜劇電影，1984年電影《毒魔復仇》的重拍版，由梅肯·布萊爾執導和編劇，原版電影的導演勞埃德·考夫曼和麥可·赫茲擔任監製。彼得·汀克萊傑主演標題人物，其他演員包括雅各·特倫布雷 、泰勒·佩奇、茱莉亞·戴維斯、強尼·柯尼、伊利亞·伍德以及凱文·貝肯。電影講述一名健身俱樂部的下等員工溫斯頓（Winston）被診斷出患有絕症，自己的討厭雇主又不願意支付賠償費，導致他打劫自家公司。但溫斯頓意外掉進毒物廢料坑中，變成了畸形的怪物，便開始行俠仗義並向辜負自己的人展開報復。
電影2023年9月21日在奇幻电影节作為開幕片首映，2025年8月29日於美國正式上映。

## 演員
- 彼得·汀克萊傑飾演溫斯頓·古茲／毒魔（Winston Gooze / The Toxic Avenger）
- 雅各·特倫布雷飾演韋德（Wade）
- 泰勒·佩奇（英语：Taylour Paige）飾演J·J·道爾提（J.J. Doherty）
- 茱莉亞·戴維斯飾演凱西·史特內凡（Kissy Sturnevan）
- 強尼·柯尼（英语：Jonny Coyne）飾演薩德·巴卡布斯（Thad Barkabus）
- 伊利亞·伍德飾演佛里茲·蓋賓格（Fritz Garbinger）
- 凱文·貝肯飾演鮑伯·蓋賓格（Bob Garbinger）
- 莎拉·奈爾斯飾演托加爾市長（Mayor Togar）
- 朱利安·科斯托夫（英语：Julian Kostov）飾演巴德·狂暴（Budd Berserk）
- 大衛·佑（英语：David Yow）飾演葛斯里·史托金斯（Guthrie Stockins）
- 梅肯·布萊爾飾演丹尼斯（Dennis）
- 珍·莉薇飾演個性開朗的保險代表

## 製作

### 前期製作
2010年4月6日，《毒魔復仇》宣布重拍。將由史蒂夫·平克編寫和導演。2018年12月10日，傳奇影業宣布獲得重啟電影《毒魔復仇》的資格，且並由勞埃德·考夫曼和麥可·赫茲擔任製片。2019年3月，梅肯·布萊爾被宣佈為重啟電影的編劇和導演。

### 選角
2013年5月，阿諾·史瓦辛格正在為在電影中的角色進行談判。施瓦辛格最終因電影《終結者：創世紀》而退出。2020年11月，宣布彼得·汀克萊傑將出演這部電影。2021年4月，雅各·特倫布雷和泰勒·佩奇加入演員陣容。2021年6月，凱文·貝肯、茱莉亞·戴維斯和伊利亞·伍德加入劇組。

### 拍攝
電影2021年6月21日在保加利亞開始主體拍攝，並於2021年8月14日宣告殺青。 

## 發行
《毒魔》2023年9月21日在奇幻电影节作為開幕片首映。2024年7月，有報導稱該片未能面向更多觀眾發行的原因是難以找到發行商。該片因血腥內容，處於「無法發行」的窘境。製片人亞當·馬斯尼克（Adam Masnyk）在推特上表示，目前還沒有發行商出面，理由是擔心該片「風險高，無法推向市場」，並暗示可能會成為一種遺失的媒體。2025年1月，Cineverse宣布已獲得發行權，計劃於當年晚期在影院上映，但未經分級（最初獲得R級）；同月，該公司計劃2025年8月29日在美國上映。同年3月，Cineverse將長期合作夥伴Iconic Events公司加入為其戲院發行合作夥伴。

## 外部連結
- 互联网电影数据库（IMDb）上《毒魔》的资料（英文）